# Dibranchus hystrix
Dibranchus hystrix är en fiskart som beskrevs av Garman, 1899. Dibranchus hystrix ingår i släktet Dibranchus och familjen Ogcocephalidae. Inga underarter finns listade i Catalogue of Life.